# Parafia św. Bartłomieja w Szembruku
Parafia św. Bartłomieja w Szembruku – parafia rzymskokatolicka w diecezji toruńskiej, w dekanacie Łasin, z siedzibą w Szembruku.

## Historia
Pierwszy kościół w Szembruku wybudowano po utworzeniu tu parafii w 1306 r. W XV wieku (po bitwie pod Grunwaldem w 1410 r.) spłonęła cała wieś wraz kościołem, a część jej mieszkańców została wymordowana. Nowy proboszcz przybył w roku 1442, zbudowano też nowy kościół. Podczas I wojny ze Szwecją w 1628 roku znów spłonęła prawie cała wieś (ocalały tylko dwa domy) wraz z kościołem. Na jego fundamentach, staraniem proboszcza Szmeltera, w 1715 zbudowano nowy drewniany kościół, wykorzystując do tego celu drewno pochodzące z lasu rosnącego w owym czasie na przeciwnym brzegu rzeki Gardęgi.

### Proboszczowie
- ks. Ignacy Kołaczkowski (1796-1831)
- ks. Michał Bernard Orzechowski (1832–1842)
- ks. Bernard Büchter (1842–1846)
- ks. Antoni Romahn (1846–1880)
- ks. Juliusz Wermuth (1882–1906)
- ks. Jan Doering (1906–1907)
- ks. Bolesław Heese (1907–1940)
- ks. Alojzy Wiczarski (1946–1949)
- ks. Augustyn Piotr Schwanitz (1949–1950)
- ks. Jan Grzywacz (1950–1975)
- ks. Mieczysław Barzowski (1975–1995)
- ks. kan. Kazimierz Flisikowski (od 1995)

## Zasięg parafii
Do parafii należą wierni z miejscowości: Budy, Gardeja Dworzec, Gubiny, Marianowo, Nogat, Przeczno, Sobótka, Szembruczek, Wydrzno.